# Popillia maynei
Popillia maynei är en skalbaggsart som beskrevs av Ohaus 1914. Popillia maynei ingår i släktet Popillia och familjen Rutelidae. Inga underarter finns listade i Catalogue of Life.